# Крапивенка (приток Плюссы)
Крапивенка — река в России, протекает в Псковской области Гдовском районе. Течёт поначалу на север, северо-запад; у деревни Излучье резко поворачивает на юг, юго-восток. Устье реки находится в 71 км по правому берегу реки Плюсса у деревни Крапивно. Длина реки — 25 км, площадь водосборного бассейна — 73,2 км².

## Данные водного реестра
По данным государственного водного реестра России относится к Балтийскому бассейновому округу, водохозяйственный участок реки — Нарва. Относится к речному бассейну реки Нарва (российская часть бассейна).
Код объекта в государственном водном реестре — 01030000412102000027243.